# Randall Slavin
Randall Slavin (* 19. August 1969 in Hollywood, Kalifornien, Vereinigte Staaten) ist ein US-amerikanischer Schauspieler.
Er ist vor allem bekannt durch seine Rollen in verschiedenen amerikanischen Serien und Fernsehfilmen. 1994 war er der Assistent von Kevin Spacey bei den Dreharbeiten von Unter Haien in Hollywood (Swimming with Sharks).

## Filmografie
- 1989: Das Alienteam (Monster High) (Fernsehserie)
- 1992: Roseanne
- 1993: Eine Familie namens Beethoven (Beethoven's 2nd)
- 1993: Public Access
- 1994: Legenden der Leidenschaft (Legends of the Fall)
- 1996: Beverly Hills, 90210 (Fernsehserie)
- 1996: Cybill (Fernsehserie)
- 1996: Generation X
- 1996: Zwielicht (Primal Fear)
- 1998: Burn
- 1999: Practice – Die Anwälte (Fernsehserie)
- 1999: Shakespeare in... and Out
- 1999–2000: Angel – Jäger der Finsternis (Fernsehserie)
- 2000: Unter falschem Namen (Beyond Suspicion)
- 2001: The Sleepy Time Gal
- 2001: CSI: Den Tätern auf der Spur (Fernsehserie)
- 2001: Zoolander
- 2007: Leo